# کیتی لاکوود
کیتی لاکوود (انگلیسی: Katie Lockwood؛ زادهٔ ۱ آوریل ۱۹۹۸) بازیکن فوتبال اهل انگلستان است که در پست هافبک برای هرت اف میدلوتیان بازی می‌کند. او قبلاً برای هیبرنیان و همچنین برای باشگاه سوئدی اوربرو و باشگاه قبرس آپولون بازی کرده است.